# Peres Jepchirchir
Peres Jepchirchir (født 27. september 1993) er en kenyansk langdistanceløber.
Hun tog guld for Kenya i marathon ved sommer-OL 2020 i Tokyo.